# Andrea Ávila
Andrea Ávila, född 4 april 1970, är en argentinsk friidrottare. Hon deltog vid olympiska sommarspelen 1996 och olympiska sommarspelen 2000.